# Šarūnas Vasiliauskas
Pour les articles homonymes, voir Vasiliauskas.
Šarūnas Vasiliauskas, né le 27 mars 1989 à Kaunas en Lituanie, est un joueur lituanien de basket-ball. Jouant au poste de meneur, il évolue dans l'équipe du Žalgiris Kaunas au début de sa carrière en 2006. Il remporte la finale du Tournoi espoirs de l'Euroligue à Athènes en 2007, le Championnat de Lituanie en 2008 et la même année, une médaille d'argent au championnat d'Europe des moins de 20 ans. En 2009 il est également champion de la Ligue étudiante lituanienne, vice-champion de la SEB BBL et vice-champion de Lituanie.

## Équipes
- Équipes de jeunes :
  - 2006-2007 :  Žalgiris-Sabonis Kaunas Espoirs
  - 2007-2008 :  Žalgiris-Sabonis Kaunas Espoirs
- Équipes senior :
  - 2007-2008 :  Žalgiris Kaunas (Euroleague and SEB BBL)
  - 2008-2009 :  BC Kaunas Triobet (LKL) / BC Žalgiris Kaunas (LKL)
  - 2009-2010 :  BC Žalgiris Kaunas (LKL)

### Statistiques
- Moyennes statistiques par match

| Saison    | Équipe                              | Matches | Minutes | % Tirs | % 3-pts | % L-F.  | Rbds off. | Rbds déf. | Rbds | Pass. déc. | Int. | Ctr. | B. p. | Fautes | Pts  |
| --------- | ----------------------------------- | ------- | ------- | ------ | ------- | ------- | --------- | --------- | ---- | ---------- | ---- | ---- | ----- | ------ | ---- |
| 2006-2007 | Žalgiris Kaunas Espoirs             | 36      | 30,1    | 49,8 % | 29,1 %  | 77,4 %  | 0,5       | 2,2       | 2,7  | 3,5        | 1,2  | 0,1  | 2,6   | 2,6    | 12,5 |
| 2007-2008 | Žalgiris Kaunas Ligue SEB BBL       | 2       | 13,6    | 0 %    | 0 %     | 100,0 % | 0         | 0,5       | 0,5  | 1,5        | 0,5  | 0,0  | 0,0   | 0,0    | 1,0  |
| 2007-2008 | Žalgiris Kaunas Espoirs / Ligue NKL | 30      | 30,4    | 63,3 % | 36,7 %  | 78,8 %  | 0,4       | 1,6       | 2,0  | 4,5        | 0,9  | 0,1  | 2,1   | 1,9    | 17,7 |
| 2008-2009 | Žalgiris Kaunas SEB BBL             | 11      | 14,2    | 38,5 % | 47,4 %  | 66,7 %  | 0,4       | 0,9       | 1,3  | 1,0        | 0,4  | 0,2  | 1,1   | 1,6    | 5,0  |
| 2008-2009 | Žalgiris Kaunas LKL                 | 17      | 12,4    | 40,7 % | 26,3 %  | 91,3 %  | 0,3       | 0,8       | 1,1  | 1,8        | 0,4  | 0,0  | 0,9   | 1,5    | 3,4  |
| 2008-2009 | Žalgiris Kaunas Euroleague          | 5       | 7,9     | 25,0 % | 100,0 % | 75,0 %  | 0,4       | 0,8       | 1,2  | 0,8        | 0,4  | 0,0  | 0,2   | 1,4    | 3,2  |